# Hugo Schüllinger
Hugo Schüllinger (20. srpna 1852 Praha – 7. května 1919 Praha) byl český malíř a ilustrátor, specializující se především na tvorbu výjevů z historického vojenství.

## Život
Narodil se v Praze, posléze absolvoval Akademii výtvarných umění v Praze.
Zemřel 7. května 1919 v Praze ve věku 66 let.

## Dílo
V tvorbě Hugo Schüllingera převažují historické náměty, především z oblasti vojenských dějin české národní historie. Žil a tvořil převážně v Praze. Jeho obrazy se vyznačují realističností a relativní historickou přesností, která značí alespoň elementární malířův vhled do oboru. Je autorem desítek výjevů z bitev, svedených především na českém území či zahrnující českou bojující stranu, mj. bitvy u Kressenbrunnu, na Moravském poli, bitvy husitských válek, třicetileté války (mj. bitva u Jankova), sedmileté války (obléhání Prahy Prusy roku 1757, bitva u Kolína) či řadu výjevů z prusko-rakouské války.

### Ilustrace (výběr)
- DOLENSKÝ, Jan et al. Obrázkové dějiny národa českého. V Praze: Jos. R. Vilímek, 1893.
- HELLER, Servác a SCHÜLLINGER, Hugo. Válka z roku 1866 v Čechách, její vznik, děje a následky. V Praze: Tiskem i nákladem Edvarda Beauforta, 1896.

## Galerie

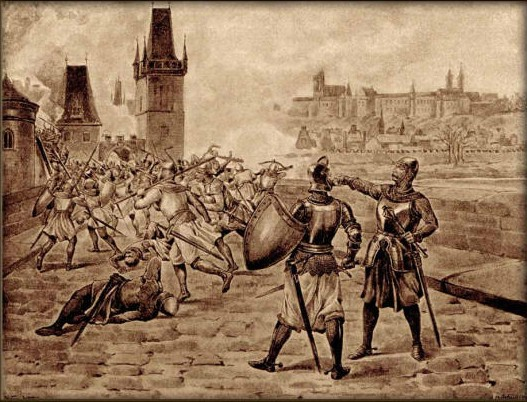
Útok Pražanů na Malou Stranu roku 1419
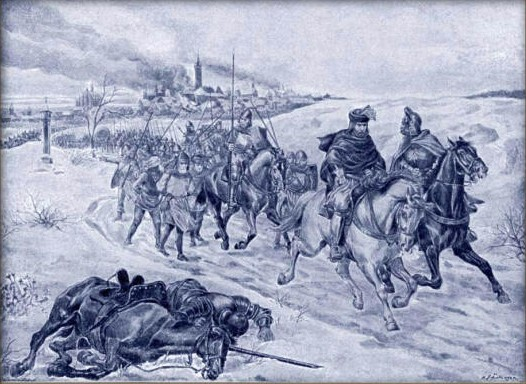
Zapálení Kutné Hory a útěk vojáků Zikmundových
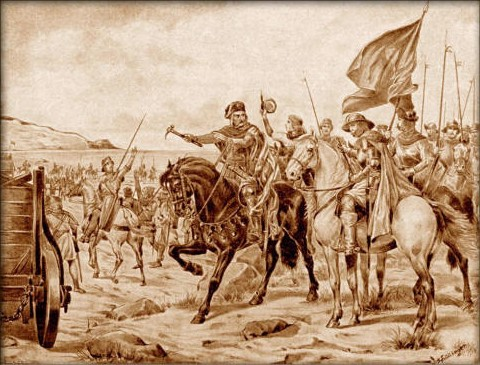
Čechové u moře Baltského
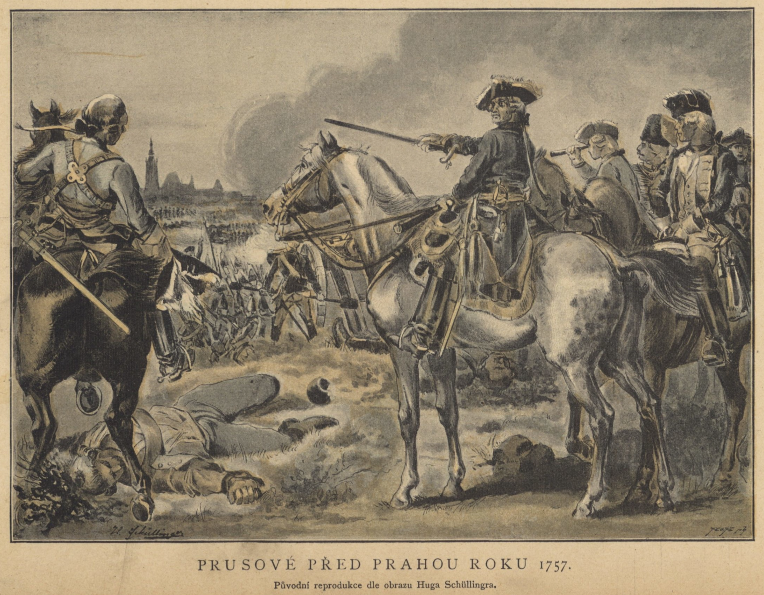
Prusové před Prahou roku 1757
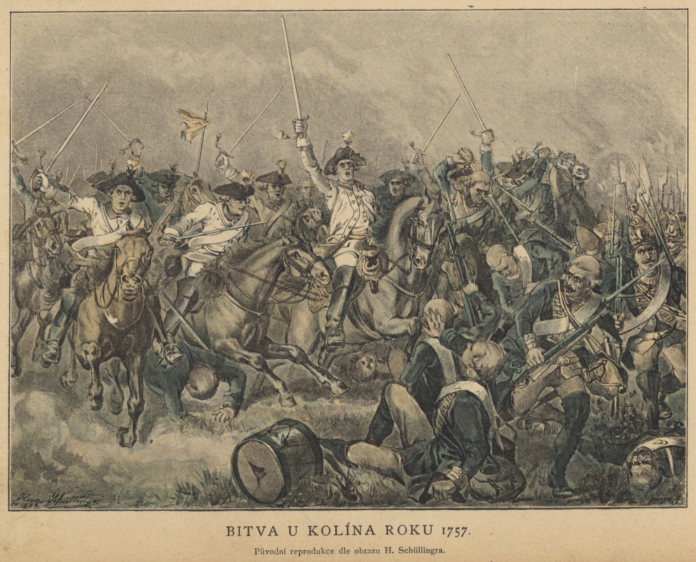
Bitva u Kolína roku 1757
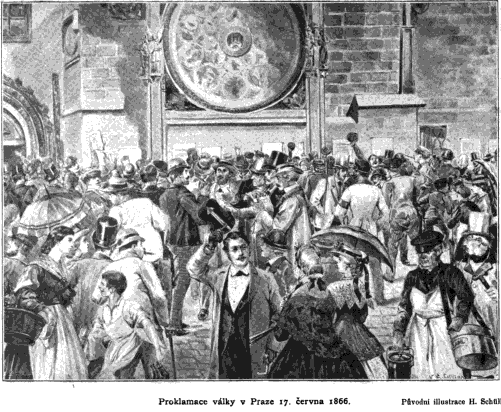
Vyhlášení prusko-rakouské války v Praze roku 1866
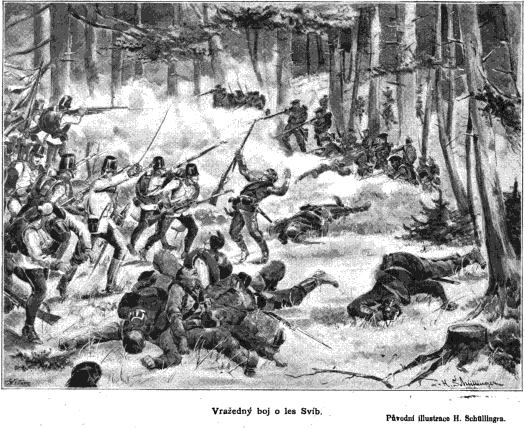
Boj o les Svíb během bitvy u Hradce Králové roku 1866
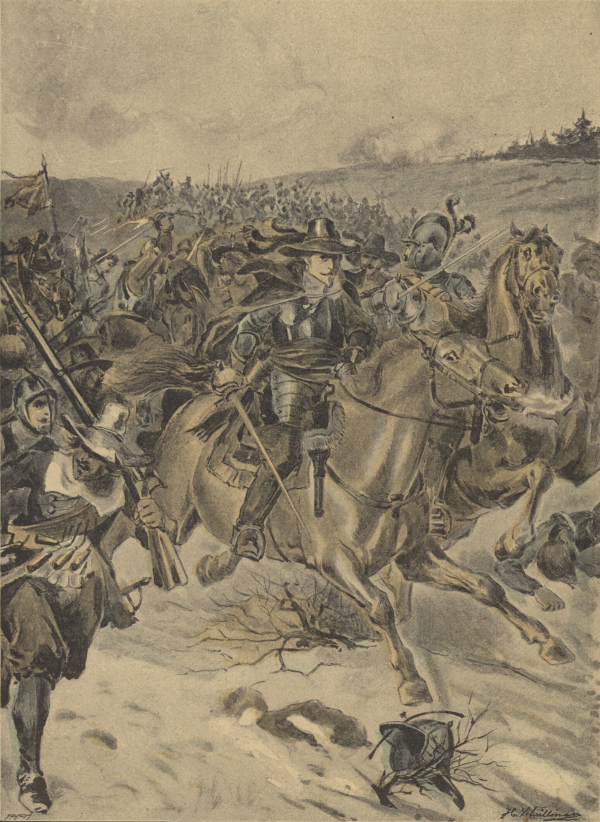
Bitva u Jankova
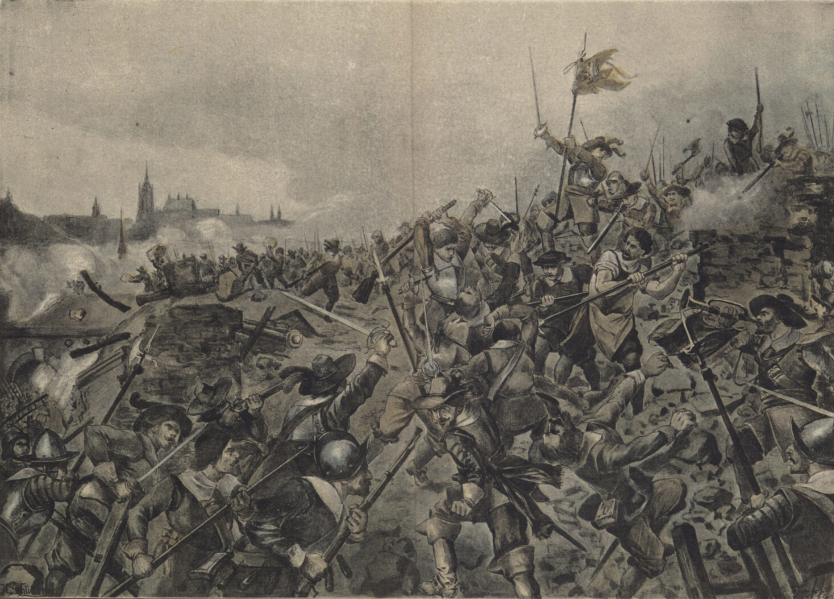
Švédský útok na Horskou bránu 24. října 1648